# Эскласан-Лабастид
Эскласа́н-Лабасти́д (фр. Esclassan-Labastide) — коммуна во Франции, находится в регионе Юг — Пиренеи. Департамент — Жер. Входит в состав кантона Масёб. Округ коммуны — Миранд.
Код INSEE коммуны — 32122.

## География

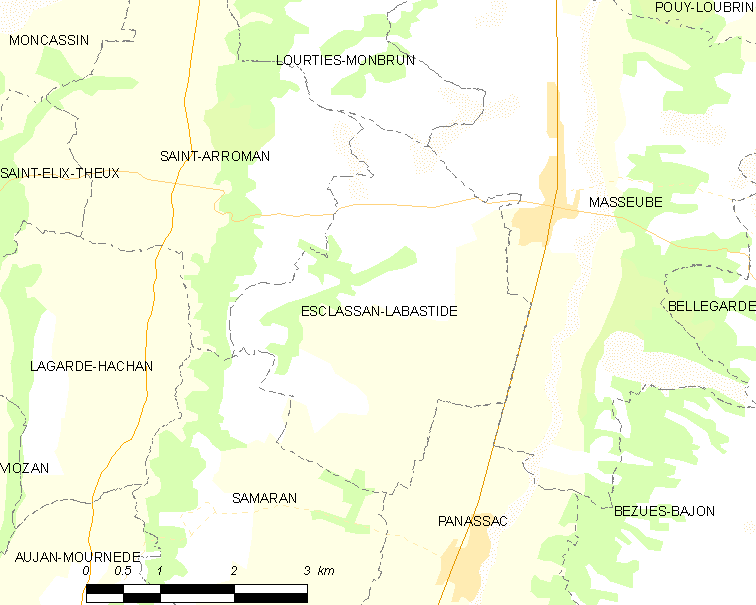
Карта коммуны

Коммуна расположена приблизительно в 620 км к югу от Парижа, в 75 км западнее Тулузы, в 25 км к югу от Оша.
На западе коммуны протекает река Сусон.

## Климат
Климат умеренно-океанический. Лето жаркое и немного дождливое, температура часто превышает 35 °С. Зимой часто бывает отрицательная температура и ночные заморозки. Годовое количество осадков — 700—900 мм.

## Население
Население коммуны на 2010 год составляло 355 человек.
| 1962 | 1968 | 1975 | 1982 | 1990 | 1999 | 2010 |
| ---- | ---- | ---- | ---- | ---- | ---- | ---- |
| 237  | 220  | 199  | 207  | 211  | 285  | 355  |

## Администрация
| Период | Период | Фамилия    | Партия | Примечания |
| ------ | ------ | ---------- | ------ | ---------- |
| 2001   | 2020   | Робер Лубе |        |            |

## Экономика
В 2010 году среди 212 человек трудоспособного возраста (15-64 лет) 158 были экономически активными, 54 — неактивными (показатель активности — 74,5 %, в 1999 году было 65,5 %). Из 158 активных жителей работали 149 человек (71 мужчина и 78 женщин), безработных было 9 (4 мужчины и 5 женщин). Среди 54 неактивных 18 человек были учениками или студентами, 24 — пенсионерами, 12 были неактивными по другим причинам.